# 北京地铁BD1型电动客车
北京地铁BD1型电动客车是北京地铁的电动客车车款之一，现在已经退出运营。

## 简介
BD1型共20辆，由北京地铁车辆厂生产，首2辆于1990年9月14日投入运营。最初为2节编组营运，和4节DK3型混编的308车组，308车组后改编为6节全列BD1车组，其余的BD1均为6节编组。在1号线和2号线上运营。这也是北京地铁首次利用地铁隧道界限空间，将车体断面由直线型改称折线型，使列车最大宽度增至2.8米。其中每节车厢共4对车门，为内藏门，列车两端拥有紧急出口。

## 列車編組

### 最初投入运营编组
|          | BD1       |           |
| 車廂編號 | 3         | 4         |
| 集電靴   | 有        | 有        |
| 形式區分 | 3083 (Mc) | 3084 (Mc) |
| 动力单元 | 单元2     | 单元2     |
| 其他設備 |           |           |
| 安裝機器 |           |           |
| 車輛重量 |           |           |
| 載客量   | 245人     | 245人     |

### 后期编组
|          | BD1        |            |            |            |            |            |
| 車廂編號 | 1          | 2          | 3          | 4          | 5          | 6          |
| 集電靴   | 有         | 有         | 有         | 有         | 有         | 有         |
| 形式區分 | T1XX1 (Mc) | T1XX2 (Mc) | T1XX3 (Mc) | T1XX4 (Mc) | T1XX5 (Mc) | T1XX6 (Mc) |
| 动力单元 | 单元1      | 单元1      | 单元2      | 单元2      | 单元3      | 单元3      |
| 其他設備 |            |            |            |            |            |            |
| 安裝機器 |            |            |            |            |            |            |
| 車輛重量 |            |            |            |            |            |            |
| 載客量   | 230人      | 245人      | 245人      | 245人      | 245人      | 230人      |

## 列车运送过程
列车从北京地铁车辆厂出发，经丰双铁路、丰沙铁路到达三家店站，之后经过京门铁路通过联络线，进入古城车辆段，此后的BD2型、BD3型也是通过如此方法运送过来。

## 事故
- 2005年8月26日上午7时35分左右，一列BD1型列车在和平门站发生火灾，不过并未造成任何人员伤亡[3]。

## 车辆保存
- T1306，保存于中国武警特警学院。
- T1312，保存于中国铁道博物馆东郊分馆室外[4]。
- T1321、T1326，保存于地铁文化公园，已改成红色腰线涂装[5]。
- T1322、T1323、T1324，保存于武警特警学院[6]。
- T1325，保存于北京建筑大学大兴校区[7]